# Fagraea berteroana
Fagraea berteroana là một loài thực vật có hoa trong họ Long đởm. Loài này được A.Gray ex Benth. mô tả khoa học đầu tiên năm 1857.